# Иван Иванов (политик)
Вижте пояснителната страница за други личности с името Иван Иванов.
Иван Николаев Иванов е български учен (професор) и политик. Народен представител в XXXVIII (ПГ на ОДС), XXXIX (ПГ на ОДС/по-късно ПГ на ДСБ), 40-то (ПГ на ДСБ) и XLI народно събрание (ПГ на „Синята коалиция“). От 2 април 2015 г. до 10 февруари 2022 г. и от 28 юли 2022 г. до момента е председател на енергийния регулатор КЕВР.

## Биография
Иван Николаев Иванов е роден на 24 юли 1945 година в Пловдив, България. Завършва средно образование в Пловдив през 1963 г. и Висшия машинно-електротехнически институт (днес Технически университет) в София (по „Електроизмервателна техника“) през 1968 г., където остава като асистент във факултет „Автоматика“.
През 1976 г. защитава дисертация и става доктор в областта на техническите науки. От 1982 г. е доцент в катедра „Електроизмервателна техника“ Технически университет – София, а от 1985 г. доцент в Националното висше техническо училище – Тунис.
През 1993 г. става председател на организацията на Асоциацията на демократичните синдикати (АДС) в ТУ – София. Поема ръководството на катедра „ЮНЕСКО“ в ТУ- София през 1995 г. и е член на Факултетния съвет на факултет „Автоматика“, ТУ – София. Чете лекции във Франкофонския отдел по електроинженерство към ТУ – София.
Автор на повече от 60 научни статии и доклади, една монография, 4 учебника и учебни пособия на български и френски език.

### Политическа кариера
На предсрочните парламентарни избори през 1997 г. е избран от листата на Обединени демократични сили (ОДС) за народен представител в XXXVIII народно събрание, член на „Комисия по образованието и науката“, член на „Комисия по външна и интеграционна политика“, член на Делегацията в Парламентарната асамблея на Съвета на Европа. По това време е и заместник-председател на Националния клуб за демокрация (НКД).
На парламентарните избори през 2001 г. е избран от листата на ОДС за народен представител в XXXIX народно събрание от 24 МИР София. Заместник-председател на „Комисия по транспорт и телекомуникации“, член на „Комисия по образованието и науката“ и заместник-председател на Делегацията в Интерпарламентарния съюз.
През 2004 г. става съучредител на партия „Демократи за силна България“ (ДСБ) и член на новообразуваната парламентарна група.
На парламентарните избори през 2005 г. е избран от листата на ДСБ за народен представител в XL народно събрание от 23 МИР София. Член на „Комисия по енергетиката“ и на „Комисия по транспорт и съобщения“, заместник-ръководител на делегацията в Парламентарната асамблея на Съвета на Европа.
През 2007 г. е избран за зам.-председател на ДСБ.
На парламентарните избори през 2009 г. е избран от листата на „Синята коалиция“ за народен представител в XLI народно събрание от 27 МИР Стара Загора. Заместник-председател на парламентарната група на „Синята коалиция - СДС, ДСБ, Обединени земеделци, БСДП, РДП“. Заместник-председател на „Комисия по транспорт, информационни технологии и съобщения“ и член на „Комисия по икономическата политика, енергетика и туризъм“.
В края на 2014 г. се оттегля от националното ръководство на ДСБ.

### Председател на КЕВР
На 2 април 2015 г. е избран от XLIII народно събрание за председател на енергийния регулатор КЕВР с петгодишен мандат. За избора му гласуват общо 142 депутати от парламентарните групи на ГЕРБ, „Реформаторски блок“, ДПС, „Патриотичен фронт“, БДЦ и АБВ. Против избора му са двама от БСП, седем от „Атака“ и един нечленуващ в парламентарна група депутат.
На 5 юли 2018 г. XLIV народно събрание оставя Иван Иванов на поста председател на КЕВР, отхвърляйки искането на БСП за предсрочното му отстраняване. Против прекратяването на мандата му гласуват 125 депутати от парламентарните групи на ГЕРБ, „Обединени патриоти“, ДПС и „Воля“. За отстраняването му са 63 депутати от БСП.
На 9 февруари 2022 г. XLVII народно събрание избира Станислав Тодоров за нов председател на КЕВР. Той поема поста от Иван Иванов ден по-късно.
На 21 юли 2022 г. Конституционният съд обявява за противоконституционен избора на Тодоров.
На 28 юли 2022 г. XLVII народно събрание приема решение по предложение на парламентарната група на „Има такъв народ“ (ИТН), с което връща на поста председател на КЕВР Иван Иванов до избора на нов председател. За гласуват 132 депутати от парламентарните групи на ГЕРБ, „Продължаваме промяната“ (ПП), ДПС, ИТН и „Демократична България“ (ДБ). Против предложението гласуват двама народни представители от ПП и 8 депутати се въздържат - по трима от ПП и „Възраждане“ и двама нечленуващи в парламентарна група депутати. Цялата парламентарна група на БСП не участва в гласуването, както и по-големите части от парламентарните групи на ДБ и „Възраждане“.